# Heidrun Kraft
Heidrun Kraft (geb. Herrmann; * 8. April 1942 in Dresden; † 2021) war eine deutsche Malerin.

## Leben und Werk
Heidrun Kraft absolvierte von 1956 bis 1959 eine Lehre als Möbeltischlerin. Von 1961 bis 1964 studierte sie an der Ingenieursschule für Holztechnik Dresden. Danach arbeitete sie als Ingenieurin in Dresden und Leipzig. Ab 1974 beschäftigte sie sich intensiv mit Malerei. Ab 1976 arbeitete sie als Restauratorin, und ab 1979 war sie in Dresden freischaffend als Malerin und Zeichnerin tätig. Sie arbeitete vor allem in Öl, Pastell und Kohle. Ihre späten Landschaften schuf sie nach Fotografien ihres Ehemannes, des Malers und Grafikers Ingo Kraft (* 1949), mit dem sie ab 1994 ein Atelier im Künstlerhaus Dresden-Loschwitz hatte.
1991 hielt Heidrun Kraft sich mit einem Stipendium der Werkstiftung Tangerding zu Studien in Donauwörth und München auf, und von 1991 bis 1997 hatte sie Studienaufenthalte in Frankreich.
Sie war von 1984 bis 1990 Mitglied des Verbands Bildender Künstler der DDR.

## Museen und öffentliche Sammlungen mit Werken Heidrun Krafts
- Dresden: Sächsischer Kunstfonds
- Dresden: Kunstsammlung der Landesregierung Sachsen
- Dresden: Kunstsammlung der Stadt Dresden
- Dresden: Kunstsammlung der Ostsächsischen Sparkasse Dresden
- Dresden: Städtische Galerie

## Werke (Auswahl)
- Begräbnis in Boragk (1984, Öl)[1]
- Schwebebahn in Dresden-Loschwitz (1988, Öl)[2]
- Loschwitzer Standseilbahn (1988, Öl, 57,3 × 81,4 cm)[3]

## Ausstellungen (unvollständig)

### Einzelausstellungen
- 1984: Middelhagen, St.-Katharinen-Kirche (mit Ingo Kraft)
- 1987: Freiberg, Galerie „Hans Witten“
- 1988: Radebeul, Kleine Galerie (Malerei und Grafik)
- 1989: Neubrandenburg, Galerie im Torhaus

Postum
- 2023: Pirna, Stadtmuseum[4]
- 2024: Dresden, Galerie in der Zentralbibliothek („Von Ufer zu Ufer“, mit Ingo Kraft)

### Teilnahme an Gruppenausstellungen
- 1982/83: Dresden, IX. Kunstausstellung der DDR
- 1985 und 1989: Dresden, Kunstausstellung des Bezirkes Dresden
- 1989: Leipzig, Museum der bildenden Künste („1. Quadriennale. Zeichnungen der DDR“)
- 1989: Hamburg, Kampnagelfabrik („Dresdner Kunst“)
- 1992: Dresden („Handzeichnungen und Kleinplastik“)
- 1995: Dresden, Galerie Eisermann („Miniaturen“)
- 1996: Świeradów-Zdrój („Spirale II“)
- 1988: Dresden, Kunsthaus Dresden („Die Gegenwart“)
- 1998: Dresden, Leonhardi-Museum („100 Jahre Künstlerhaus Dresden-Loschwitz“)
- 2004: Dresden, Neuer Sächsischer Kunstverein („Künstler aus dem Künstlerhaus zu Gast“)
- 2005: Dresden, Galerie Neuer Sächsischer Kunstverein („Künstler (Ehe) Paare“)
- 2006: Dresden, Galerie Drei („Künstlerinnen sehen ihre Stadt“)